# Deutsch-Griechisches Jugendwerk

Logo des Deutsch-Griechischen Jugendwerks

Das Deutsch-Griechische Jugendwerk (DGJW) (griechisch Ελληνογερμανικό Ίδρυμα Νεολαίας Ellino-Germaniko Idrima Neoleas) ist eine internationale gemeinnützige Organisation, gegründet von der deutschen Bundesregierung und der griechischen Regierung, um nach dem Vorbild des Deutsch-Französischen Jugendwerks und des Deutsch-Polnischen Jugendwerks die Beziehungen zwischen jungen Menschen in Deutschland und Griechenland zu intensivieren, das gegenseitige Verständnis zu vertiefen und ihnen dadurch die Kultur des Partnerlandes näherzubringen.

## Hintergrund
Im Verlauf der Griechischen Staatsschuldenkrise kam es zu erheblichen Einkommenseinbußen in der griechischen Bevölkerung, die zu Protesten beispielsweise von Gewerkschaften führten. Bereits zuvor waren Verwicklungen deutscher Konzerne in mehrere Korruptionsskandale im Zusammenhang mit Anschaffungen des griechischen Staats in Milliardenhöhe bekannt geworden. Es mehrten sich griechenfeindliche Berichte in deutschen Medien, Politiker vornehmlich aus der „zweiten Reihe“, setzten sich mit Spekulationen über einen Euro- oder gar EU-Austritt Griechenlands in Szene.
Andererseits wurde von griechischen Medien das Krisenmanagement der Bundesregierung kritisiert und die strikte Austeritätspolitik der Bundeskanzlerin für eine Verschlimmerung der Krise verantwortlich gemacht. Die Situation mündete in eine Belastung der deutsch-griechischen Beziehungen.
Während nach einer repräsentativen Umfrage der griechischen Tageszeitung To Vima im Jahr 2005 die Deutschen noch das beliebteste Volk bei den Griechen waren (78,4 % der Befragten äußerten sich positiv zu den Deutschen, zu Frankreich 77,5 %, zu den USA nur 27,8 %), fiel der Wert auf 33,2 %, als die Umfrage 2013 wiederholt wurde. Die Umfragen bestätigen die Ansicht von Kommentatoren, dass der lange in Griechenland verbreitete politische Antiamerikanismus von einem „Antigermanismus“ abgelöst werde.
Im Jahr 2024 veröffentlichte die Friedrich-Ebert-Stiftung eine Studie, die bei 31 % der Befragten ein positives Deutschland-Bild verzeichnete.

## Initiative zur Gründung
Bereits im März 2013 forderte die Mitgliederversammlung der Vereinigung der Deutsch-Griechischen Gesellschaften (VDGG) in einem einstimmig verabschiedeten Antrag in Bamberg ein deutsch-griechisches Jugendwerk. Die Initiative zur Gründung eines deutsch-griechischen Jugendwerks ging maßgeblich von der Präsidentin der VDGG, Sigrid Skarpelis-Sperk aus. Durch ihre Initiative floss das Projekt in den Koalitionsvertrag der Bundesregierung der Großen Koalition ein.

## Konzeptionelle Vorarbeiten
Zusätzlich zur Förderung eines systematischen Jugendaustauschs und dem Erlernen der Sprache ist nach den Vorstellungen der Initiatoren die Förderung von beruflichen Fertigkeiten vorgesehen, um einen Beitrag zur Bekämpfung der hohen Jugendarbeitslosigkeit in Griechenland zu leisten.
Fachlich zuständig ist auf deutscher Seite das Bundesministerium für Familie, Senioren, Frauen und Jugend. Aus griechischer Seite ist das Ministerium für sozialen Zusammenhalt und Familie zuständig. Beide Regierungen legen einvernehmlich eine Finanzordnung fest.
Die Unterzeichnung einer Absichtserklärung fand am 12. September 2014 im Berliner Schloss Bellevue im Beisein des griechischen Präsidenten Papoulias und des deutschen Bundespräsidenten Gauck statt. Nach einer im Juli 2017 unterzeichneten Vereinbarung wurden die weiteren Arbeitsschritte festgelegt und die Gründung des Deutsch-Griechischen Jugendwerks für 2019 vorgesehen.

## Gründung
Die Vereinbarung über die Gründung des DGJW wurde im Rahmen des Staatsbesuchs von Bundespräsident Steinmeier in Griechenland am 11. Oktober 2018 geschlossen. Die damalige Bundesministerin für Familie, Senioren, Frauen und Jugend Franziska Giffey und der griechische Generalsekretär für Jugend, Pafsanias Papageorgiou, haben das Abkommen zur Gründung des Deutsch-Griechischen Jugendwerkes gezeichnet.
Das Deutsch-Griechische Jugendwerk nahm im April 2021 seine Arbeit auf. Das DGJW sitzt in Leipzig und Thessaloniki und wird von den Generalsekretären Gerasimos Bekas und Maria Nastou geleitet.

## Arbeit
Das DGJW fördert Aktivitäten, wie zum Beispiel Jugendbegegnungen, Fachkräfteaustausche und Kleinprojekte, bei denen junge Menschen aus Deutschland und Griechenland sich treffen, sich austauschen und gemeinsam an Themen arbeiten, die sie interessieren. Im Jahr 2022 fanden insgesamt 115 Jugendbegegnungen mit 3.418 Teilnehmenden statt, während 379 Fachkräfte an Austauschprogrammen teilnahmen. Im Jahr 2023 fanden insgesamt 144 vom DGJW geförderten Jugendbegegnungen mit 5.121 Teilnehmenden statt.
Im Rahmen des Projekts „erinnern für morgen“ (2021–2023) brachte das DGJW Fachkräfte der Erinnerungsarbeit aus Deutschland und Griechenland zusammen mit dem Ziel Anregungen für einen angemessenen Umgang mit der deutsch-griechischen Geschichte, insbesondere der deutschen Besatzung Griechenlands von 1941 bis 1944, zu geben.